# Gran Premio Città di Camaiore 1997
Il Gran Premio Città di Camaiore 1997, quarantottesima edizione della corsa, si svolse il 6 agosto 1997 su un percorso di 198,2 km, con partenza e arrivo a Camaiore. La vittoria fu appannaggio del russo Oleksandr Hončenkov, che completò il percorso in 4h30'41", alla media di 43,933 km/h, precedendo il britannico Maximilian Sciandri e il connazionale Vjačeslav Džavanjan.

## Ordine d'arrivo (Top 10)
| Pos. | Corridore           | Squadra                   | Tempo    |
| ---- | ------------------- | ------------------------- | -------- |
| 1    | Oleksandr Hončenkov | Roslotto-ZG Mobili        | 4h30'41" |
| 2    | Maximilian Sciandri | La Française des Jeux     | s.t.     |
| 3    | Vjačeslav Džavanjan | Roslotto-ZG Mobili        | s.t.     |
| 4    | Davide Rebellin     | La Française des Jeux     | s.t.     |
| 5    | Roberto Conti       | Mercatone Uno             | s.t.     |
| 6    | Luca Scinto         | MG Maglificio-Technogym   | a 0'21"  |
| 7    | Andrea Tafi         | Mapei-GB                  | a 0'49"  |
| 8    | Fabrice Gougot      | Casino-C'est votre équipe | s.t.     |
| 9    | Andrea Ferrigato    | Roslotto-ZG Mobili        | s.t.     |
| 10   | Stefano Colagè      | Refin-Mobilvetta          | s.t.     |